# 尤奇亞蘭徹里亞 (加利福尼亞州)
尤奇亞蘭徹里亞（英語：Ukiah Rancheria）是位於美國加利福尼亞州門多西諾縣的一個非建制地區。該地的面積和人口皆未知。

## 地理
尤奇亞蘭徹里亞的座標為39°05′25″N 123°09′34″W / 39.09028°N 123.15944°W，而該地的平均海拔高度為194米（即636英尺）。